# Lili Nežika Karačić
Lili Nežika Karačić hrvatska glumica, manekenka, Miss dijaspore i fotomodel, rođena u selu selu Donji Crnač, (Široki Brijeg), Bosna i Hercegovina. Živi i radi u Münchenu i Nürnbergu, Njemačka.
S 18 godina, nakon završene farmaceuske škole u Nürnbergu, Lili je otišla od roditelja u München i počela radit kao foto model i manekenka. Njena matična modelagencija u Münchenu slala je Lili sljedećih 6 godina po cijelom svijetu: u gradove Milano, Pariz, Miami, Barcelona, Atena, Maledivi, Karibik. Radila je modne revije, fotoshootinge i fotokalendare za firme: Armani, Blumarine, Mondi, Aigner, Virmani, L Oreal, Baur-Katalog, Triumpf donji veš i druge.
Iako bez glumaćkog iskustva, debitirala je na filmu "Butterbrot" ulogom "zgodne cure" uz Uwe Ochsenknecht, poznatog njemačkog glumca. Popularni austrijski režiser Gabriel Barylli bio je u Münchenu u Lilinoj agenciji, u potrazi za zgodnom djevojkom za njegov novi film, tu je vidio Lilinu Sedcard i odmah je pozvao na Casting. Lili se uspjela izborit protiv 70 prelijepih konkurentica i dobit svoju prvu ulogu u filmu.
Lili Nežika Karačić proglašena je za Miss dijaspore, posle čega je nastupala u najpopularnijem njemačkom TV-Show "Thomas Gottschalk". 

## Filmografija
- "Butterbrot"- uloga: Boxring-Girl,režiser Gabriel Barylli
- "Löwengrube"- uloga: manekenka
- "Der Fahnder"- uloga: plesačica u nočnom klubu
- "Lilly Lottofee"- uloga: "zgodna djevojka" Heiner Lauterbacha
- "Büro, Büro"- uloga: sekretarica
- "Soko" - uloga: plesačica u nočnom klubu
- "Marienhof"- uloga: striptiz plesačica

## Vanjske poveznice
- Nezikina sluzbena webstranica